# Victor De Loose
Victor De Loose (Brugge, 27 augustus 1871 - 27 december 1920) was een Belgisch kunstschilder, die behoorde tot de zogenaamde Brugse School.

## Levensloop
Beroepshalve was De Loose meester-schoenmaker in de Predikherenstraat.
Hij volgde de lessen aan de Brugse Kunstacademie en werd er laureaat. Hij was er vervolgens gedurende 22 jaar leraar in de klas lijntekenen. Hij ging toen, met zijn twee zussen, wonen in de Steenstraat. Hij werd lid van de artiestenkring Kunst Genegen, in Café Vlissinghe.
Hij schilderde Brugse stadsgezichten en o.m. een Interieur van een Brugs kruidenierswinkeltje, later door zijn zus Marguerite aan de stad Brugge geschonken. Het bevindt zich nu in het Museum voor Volkskunde, evenals een ander schilderij van hem: De vogel en de Vis.
Toen de vrijgezel De Loose stierf, sprak de directeur van de Kunstacademie, Flori Van Acker, een emotionele grafrede uit. Hierin beschreef hij De Loose als een gezagvol, voorbeeldig, bekwaam en plichtsgetrouw leraar. Hij voegde eraan toe dat hij ontelbare vrienden telde vanwege zijn innemend karakter en zijn grote dienstvaardigheid.